# أدريان وينتر
ادريان وينتر (8 يونيو 1986 بتالفيل في سويسرا - ) هو لاعب كرة قدم سويسري في مركز الوسط. شارك مع منتخب سويسرا لكرة القدم. أما مع النوادي، فقد لعب مع أورلاندو سيتي ونادي سانت غالن ونادي لوزيرن ونادي ويل وFC Red Star Zürich ‏.

## وصلات خارجية
- ادريان وينتر على موقع الدوري الأمريكي (الإنجليزية)
- ادريان وينتر على موقع قاعدة بيانات كرة القدم.إي يو (الإنجليزية)
- ادريان وينتر على موقع ناشيونال فوتبول تيمز (الإنجليزية)
- ادريان وينتر على موقع Soccerway.com (الإنجليزية)
- ادريان وينتر على موقع عالم كرة القدم.نت (الإنجليزية)
- ادريان وينتر على موقع AS.com (الإسبانية)